# F.R. David
F.R. David (echte naam Elli Robert Fitoussi) (Menzel Bourguiba, 1 januari 1947) is een in Tunesië geboren Franse zanger. Zijn handelsmerk is zijn zonnebril en gitaar, een witte Fender Stratocaster.
Hij behaalde zijn grootste succes eind 1982 met het nummer "Words". De single verkocht wereldwijd meer dan 8 miljoen exemplaren. "Words" stond niet alleen in tien Europese landen op nummer één, maar ook in Japan. Verder heeft de single in meer landen in de top gestaan van de hitlijsten. In Nederland kwam de single tot de tweede plaats in de Nederlandse Top 40 en de Nationale Hitparade. Het nummer stond respectievelijk 11 en 12 weken in deze hitparades. F.R. David woonde vijf jaar als studiomuzikant in de VS, waar hij onder meer werkte voor Vangelis, Ray Charles, Toto, de Doobie Brothers, Richie Havens en The O'Jays. In 1978 werkte hij samen met Marc Tobaly, de ex-gitarist van Les Variations voor het King of Hearts-project geproduceerd door David Krebs, en bracht een album en een single uit. Zijn nummer Rock Fame werd in 1981 gebruikt in een barscene in de film "The Horny Ox and His Draft Horse" van Francis Veber met Pierre Richard en Gérard Depardieu. Het werd echter pas in 1983 als single uitgebracht.
Andere hits van F.R. David waren "Pick Up the Phone" en "I Need You".

## Discografie

### Singles
| Single met eventuele hitnotering(en) in de Nederlandse Top 40 | Datum van verschijnen | Datum van binnenkomst | Hoogste positie | Aantal weken | Opmerkingen                  |
| ------------------------------------------------------------- | --------------------- | --------------------- | --------------- | ------------ | ---------------------------- |
| Words                                                         | 10-07-1982            | 31-07-1982            | 2               | 11           | #2 in de Nationale Hitparade |

### NPO Radio 2 Top 2000
| Nummer met noteringen in de NPO Radio 2 Top 2000 | '99  | '00  | '01  | '02  | '03 | '04  |
| ------------------------------------------------ | ---- | ---- | ---- | ---- | --- | ---- |
| Words                                            | 1420 | 1537 | 1595 | 1893 | -   | 1838 |

1. ↑  Een '-' betekent dat het nummer niet was genoteerd en een vetgedrukt getal geeft de hoogste notering aan.
2. ↑  Deze tabel is bijgewerkt tot en met de laatste editie (2024).